# باولو ريبيرو باولاو
باولو ريبيرو باولاو (بالبرتغالية: Paulo António da Silva Ribeiro‏) (6 يونيو 1984 بسيتوبال في البرتغال - ) هو لاعب كرة قدم برتغالي في مركز حراسة المرمى. شارك مع منتخب البرتغال تحت 21 سنة لكرة القدم. أما مع النوادي، فقد لعب مع نادي بورتو ونادي فيتوريا سيتوبال ونادي ليتشويس ونادي فيزيلا وFC Porto B ‏ ونادي تشافيس ونادي بورتيمونينسي ونادي أولهانينسي.

## وصلات خارجية
- باولو ريبيرو باولاو على موقع قاعدة بيانات كرة القدم.إي يو (الإنجليزية)
- باولو ريبيرو باولاو على موقع Soccerway.com (الإنجليزية)